# Црква Светог пророка Илије у Мокрој Гори
Црква Светог пророка Илије у Мокрој Гори, на територији града Ужица, подигнута је као црква брвнара 1945. године и припада Епархији жичкој Српске православне цркве.

## Предање
По народном предању, Мокрогорци су, током својих настојања да саграде цркву у 19. веку, доносили икону Богородице из Кршања, али се она сама враћала на згариште некадашњег кршањског храма, што је био знак од Господа да ће црква, ипак, бити подигнута у Кршању.

## Опис цркве
Црква је скромна, бескуполна грађевина коју су саградили локални мајстори и мештани. Црква је засведена бачвастим сводом, осим олтарског простора који је покривен полу калотом. Олтарска апсида је полукружна изнутра, а споља осмострана. Звоник је изграђен у северозападном углу порте. Једно звоно је пренето из храма у Кршању, а друго су даривали мештани, као и иконе и остале потребне црквене утвари. У периоду од 2013. до 2014. године унутрашњост цркве је у потпуности обновљена и  урађен је и нови иконостас.